# Clastoptera caobilla
Clastoptera caobilla är en insektsart som beskrevs av Metcalf och Bruner 1944. Clastoptera caobilla ingår i släktet Clastoptera och familjen Clastopteridae. Inga underarter finns listade i Catalogue of Life.